# Friedmangetal
Een friedmangetal is een geheel getal (in een bepaald talstelsel) dat de uitkomst is van een niet-triviale berekening met al zijn eigen cijfers in combinatie met een van de vier rekenkundige basisoperatoren (+, −, ×, ÷), tegengestelden, haakjes, machtsverheffen en aaneenschakeling (aan elkaar geschreven getallen).
Hier betekent niet-triviaal dat er ten minste één bewerking naast aaneenschakeling wordt gebruikt. Voorloopnullen kunnen niet worden gebruikt, omdat dat ook zou resulteren in triviale friedmangetallen, zoals: 024 = 20 + 4.
347 is bijvoorbeeld een friedmangetal, aangezien {\displaystyle 347=7^{3}+4}
De eerste decimale friedman-getallen zijn:
25, 121, 125, 126, 127, 128, 153, 216, 289, 343, 347, 625, 688, 736, 1022, 1024, 1206, 1255, 1260, 1285, 1296, 1395, 1435, 1503, 1530, 1792, 1827, 2048, 2187, 2349, 2500, 2501, 2502, 2503, 2504, 2505, 2506, 2507, 2508, 2509, 2592, 2737, 2916 (sequentie A036057 in OEIS)
Friedmangetallen zijn genoemd naar Erich Friedman, een voormalig wiskundeprofessor aan de Stetson University, gevestigd in DeLand, Florida.

## Resultaten in basis 10
De uitdrukkingen van de eerste friedmangetallen zijn:
| getal               | uitdrukking                | getal               | uitdrukking                | getal               | uitdrukking               | getal                | uitdrukking                |
| ------------------- | -------------------------- | ------------------- | -------------------------- | ------------------- | ------------------------- | -------------------- | -------------------------- |
| {\displaystyle 25}  | {\displaystyle 5^{2}}      | {\displaystyle 127} | {\displaystyle 2^{7}-1}    | {\displaystyle 289} | {\displaystyle (8+9)^{2}} | {\displaystyle 688}  | {\displaystyle 8\times 86} |
| {\displaystyle 121} | {\displaystyle 11^{2}}     | {\displaystyle 128} | {\displaystyle 2^{8-1}}    | {\displaystyle 343} | {\displaystyle (3+4)^{3}} | {\displaystyle 736}  | {\displaystyle 3^{6}+7}    |
| {\displaystyle 125} | {\displaystyle 5^{1+2}}    | {\displaystyle 153} | {\displaystyle 3\times 51} | {\displaystyle 347} | {\displaystyle 7^{3}+4}   | {\displaystyle 1022} | {\displaystyle 2^{10}-2}   |
| {\displaystyle 126} | {\displaystyle 6\times 21} | {\displaystyle 216} | {\displaystyle 6^{2+1}}    | {\displaystyle 625} | {\displaystyle 5^{6-2}}   | {\displaystyle 1024} | {\displaystyle (4-2)^{10}} |

## Fraai friedmangetal
Een fraai friedmangetal is een friedmangetal waarbij de cijfers in de uitdrukking in dezelfde volgorde staan als in het getal zelf. Zo kan bijvoorbeeld {\displaystyle 127=2^{7}-1} rangschikken als {\displaystyle 127=-1+2^{7}}. De eerste fraaie friedmangetallen zijn:
127, 343, 736, 1285, 2187, 2502, 2592, 2737, 3125, 3685, 3864, 3972, 4096, 6455, 11264, 11664, 12850, 13825, 14641, 15552, 15585, 15612, 15613, 15617, 15618, 15621, 15622, 15623, 15624, 15626, 15632, 15633, 15642, 15645, 15655, 15656, 15662, 15667, 15688, 16377, 16384, 16447, 16875, 17536, 18432, 19453, 19683, 19739 (sequentie A080035 in de OEIS)
Friedmans website toont ongeveer 100 nulloze pandigitale friedmangetallen vanaf april 2020. Twee daarvan zijn:
- {\displaystyle 123\,456\,789=\left((86+2\times 7)^{5}-91\right)/3^{4}}
- {\displaystyle 987\,654\,321=(8\times (97+6/2)^{5}+1)/3^{4}}

Slechts één ervan is fraai:
- {\displaystyle 268\,435\,179=-268+4^{\left(3\times 5-1^{7}\right)}-9}

Michael Brand bewees dat de dichtheid van friedmangetallen onder de naturals 1 is, wat wil zeggen dat de kans dat een willekeurig en uniform gekozen getal tussen 1 en n een friedmangetal is, neigt naar 1, terwijl n naar oneindig neigt. Dit resultaat strekt zich uit tot friedmangetallen onder elke representatieve basis. Hij bewees ook dat hetzelfde ook geldt voor binaire, ternaire en quartaire friedmangetallen. De zaak van ordelijke friedmangetallem met basis 10 is nog steeds open.

## Vampiergetal
Vampiergetallen zijn een deelverzameling van friedmangetallen. Bij een vampergetal is de enige bewerking een vermenigvuldiging van twee getallen met hetzelfde aantal cijfers, zoals {\displaystyle 1260=21\times 60}.

## Tweecijferige friedmangetallen zoeken
Er zijn meestal minder tweecijferige friedmangetallen dan driecijferige en meer in een bepaalde basis, maar de tweecijferige getallen zijn gemakkelijker te vinden. Als we een tweecijferig getal voorstellen als {\displaystyle mb+n}, waarbij {\displaystyle b} de basis is en {\displaystyle m} en {\displaystyle n} gehele getallen van {\displaystyle 0\cdots b-1}, hoeven we alleen elke mogelijke combinatie van {\displaystyle m} en {\displaystyle n} te vergelijken met de gelijkheden {\displaystyle mb+n=m^{n}} en {\displaystyle mb+n=n^{m}} om te zien welke waar zijn. We hoeven ons niet bezig te houden met {\displaystyle m+n} of {\displaystyle m\times n}, aangezien deze altijd kleiner zullen zijn dan {\displaystyle mb+n} als {\displaystyle n<b}. Hetzelfde geldt duidelijk voor {\displaystyle m-n} en {\displaystyle m/n}.